# Расьомон
Рашьомон(яп. 羅生門) — оповідання японського письменника Рюноске Акутагава, написане 1915 року.

## Історія створення
Вперше оповідання була опубліковане в 1915 році в журналі «Тейкоку Бунгаку». 
У фільмі Акіри Куросави «Расьомон» (1950) лише назва та частина матеріалів, таких як крадіжка кімоно та обговорення моральної неоднозначності злодія, взяті з оповідання  «Расьомон».

## Назва новели
Назвою новели є назва південних воріт Кіото — Расьомон. Раніше це було священне місце, тепер — руїна. Біля брами «знайшли притулок розбійники», там же «окублилися лисиці та борсуки». Там іноді скидали незабрані трупи. Люди перетворили браму в руїни. Брама, ніби у відповідь, перетворилася у місце бездуховності, стала межею, де життя людини повертає у бік зла.

## Структура твору
Новела складається з кількох оповідань. Цей твір — один з перших, який пробудив інтерес до творчості письменника Акутагави Рюноске. Ця історична новела вражає своєю реалістичністю та символізмом. Джерелом для сюжету стала середньовічна японська повість зі збірника «Стародавніх повістей». Головна ідея Акутагави при створенні новели полягає у порівнянні оригіналу та свого творіння. Твір складається з наступних невеликих оповідей:
- Пекло самотності. Сутність оповіді полягає у тому, що кожна людина знаходиться у своєму пеклі самотності, не в силах вибратись звідти. Справжній жах — кожен сам створює свої пекельні муки. Все, що оточує людину, може за одну мить перетворитись у пекло.
- Бесіда з богом мандрів. Невелике оповідання, у якому розповідається про бога мандрів. Одного разу він вирішив вирушити до Храму Небесного Володаря. Бог хотів провчити преподобного за те, що він читав молитву після ночі з блудницею.
- Вірність. Суть новели — показати, що вірність є найдорожчою річчю, яку може подарувати доля кожній людині у цьому світі. Оповідь стилізована під середньовічну легенду.
- Одержимий творчістю. Автор реалістично оповідає про муки, які доводиться пережити творчій людині під час творчого застою. Навіть у невеликому творі Акутагава зміг майстерно зобразити трансформацію емоцій та почуттів людини на порозі смерті.
- Оповідь Юноске. Ця іронічна п'єса розповідає про життя японського казанови, який спокусив три тисячі сімсот сорок дві жінки. Цього чоловіка звали Юноске.
- Павутинка. Це оповідання стилізоване під буддійську притчу. Автор розповідає про розбійника Кандату, який після смерті потрапив до кривавого ставка. Будда згадав про єдиний добрий вчинок злодія, коли той не вбив маленького павука на дорозі. Тому Будда вирішив дати розбійнику шанс до порятунку — він спустив до нього в пекло тоненьку павутинку, по якій можна піднятись.

Кожне оповідання наповнене глибоким сенсом. Автор підіймає теми, які цікавили людство протягом багатьох років життя. Ставляться критичні питання, на які складно знайти однозначно відповідь. Саме ця риса творів Акутагави привертає увагу читачів і сьогодні. 

## Зміст оповідання
Оповідання розповідає про подію у напівзруйнованому Расьомоні, південних воротах міста Кіото. Слугу, який довгі роки добросовісно працював на пана, звільнили через занепад господарства. Чотири дні він не знає, чим йому зайнятися. Слуга задумується, як не вмерти з голоду. Щоб знайти прихисток, піднімається драбиною на дах Расьомона і помічає світло. Слуга натрапляє на жінку, яка виривала волосся з мертвих тіл на другому поверсі. Йому гидко і він вирішує тоді, що воліє піти на шлях праведності, навіть якщо це означало голод. Він розлючений жінкою.
Стара пояснила, що вона краде волосся на перуки, інакше помре з голоду. А жінка, яку вона грабує, дурила людей у своєму житті, продаючи зміїне м’ясо і стверджуючи, що це риба. Тоді слуга зауважив: «Тоді ти не звинуватиш мене в тому, що я взяв твій одяг. Це те, що я повинен робити, щоб не померти з голоду». Потім він забрав у жінки кімоно і зник у ночі. Висновок зроблено: бути злочинцем.
Сюжет новели наповнений символічними деталями та метафорами, які при першому ознайомленні з твором можуть бути непомітними для читача. При більш детальному розгляді одразу помітні окремі відтінки та контекстні відкриття. За маленьким середньовічним оповіданням приховується глибокий сенс. 

## Герої
Хейанський слуга не має імені. Довгі роки він вірно служив господарю, та пан вигнав його. Чотири дні чоловік намагається зробити вибір: бути злочинцем чи померти з голоду. Автор порівнює його з тваринами: «мов кіт зіщулений», «мов ящірка геко». Він наляканий, розгублений, спустошений.  Його обурює стара своїми діями. Відчувши себе героєм становища, слуга відчув, як «тиха радість поселилась у його серці». Слуга грабує жінку.
Головні герої виглядають як невід'ємна частина описаного автором світу та обстановки. У своїх діях персонажі проявляють ту соціальну деградацію та занепад, який відбувається навколо. Акутагава Рюноске показує саме той шлях, яких змусив слугу стати крадієм. Головний акцент автор робить на зображенні внутрішньої метаморфози, що відбувалась спочатку, можливу, через більш благородні мотиви. Через ті обставини, що склались у житті головного героя, він змушений поступитись моральними принципами, вести принизливий спосіб життя. У результаті герой йде на наступний злочин, поступившись своєю людяністю. 
Автор ставить закономірне питання: «Чи вважається злочином крадіжка у злодія?». Безумовно. З цього постає наступне важливе питання, на яке має відповісти кожен: «Чи є моральне виправдання такому вчинку?». Відповідь на це питання складно дати навіть сьогодні. Бідність, злидні, постійні приниження штовхають людей на бунт проти суспільних порядків та законів. Беззаконня, що підтримується усіма у суспільстві, піднімається до рівня звичної норми. У результаті людина скоює непоправне.

## Оповідання у різних видах мистецтва
- Сюжет оповідання використано у фільмі 1999 року «Собака-привид: Шлях самураїв» режисера Джима Джармуша.
- Оповідання надихнуло японського інструментального гітариста Такесі Тераучі на створення однойменної інструментальної рок-мелодії, виконаної японською інструментальною рок-групою Takeshi Terauchi & Blue Jeans в альбомі «Расьомон» 1972 року.
- У 1950 році вийшов японський чорно-білий фільм «Расьомон» режисера Акіри Куросави. Картина отримала приз Венеційського кінофестивалю в 1951 році. Український переклад фільму зроблено студією Омікрон на замовлення Гуртом.